# Jatvinger

De baltiska stammarnas ungefärliga bosättningsområden omkr. år 1200. Östbalternas i brunt, västbalternas i grönt.

Jatvinger eller sudauer (litauiska: Jotvingiai, Sūduviai; lettiska: Jatvingi; polska: Jaćwingowie, vitryska: Яцвягі) är ett folkslag ursprungligen från det område som idag är nordöstra Polen gränsande mot Litauen och Kaliningrad-området. Området har kallats för sångernas eller regnets land. De har under århundradena uppgått i de omkringliggande folkens kultur och språkbruk men är troligtvis besläktade med sina baltiska grannar litauerna.